# Feltarbejde
Feltarbejde er en generel beskrivende term for indsamling af data i naturvidenskaberne, humaniora og samfundsvidenskaberne, som f.eks. biologi, økologi, geologi, antropologi, lingvistik og sociologi. Feltarbejde kan ses som det modsatte af laboratorie-forskning, der gennemføres i et kvasi-kontrolleret miljø. 
Feltarbejde varierer i høj grad alt efter om det studerede er levende eller dødt, og om der f.eks. er tale om fossiler, lingvistiske og/eller sociale- og kulturelle systemer og strukturer. Særligt i antropologi og etnografi er det ved feltarbejde og tilhørende deltagerobservation nødvendigt at vurdere den observerendes egen rolle og bias. Ligeledes er der under et etnografisk feltarbejde ikke tale om 'indsamling' af eksisterende og objektive data, men nærmere en meningsskabende konstruktion af disse data.